# Deneysville
Deneysville – miasto w Republice Południowej Afryki, w prowincji Wolne Państwo.
Jest położone nad tamą Vaal Dam. Nazwa Deneysville pochodzi od Deneysa Reitza, burskiego oficera i pisarza oraz syna prezydenta Wolnego Państwa, Francisa Williama Reitza.